# Ludmiła Hausbrandt
Ludmiła Hausbrandt z domu Goetzen (ur. 29 września 1914 w Wierchoturje, Rosja, zm. 2 czerwca 1997 w Warszawie) – polska botanik.
Przed wybuchem II wojny światowej ukończyła studia na Wydziale Leśnym Szkoły Głównej Gospodarstwa Wiejskiego. Uczestniczyła w konspiracji, podlegała Komendzie Głównej Armii Krajowej – Oddziałowi II (Informacyjno-Wywiadowczemu) w stopniu podporucznika używając pseudonimów Lena i Alicja. Podczas powstania warszawskiego była przydzielona do szpitala numer 1, który mieścił się w gmachu PKO u zbiegu ulic Jasnej i Świętokrzyskiej. Po kapitulacji została aresztowana i uwięziona w niemieckim obozie jenieckim, skąd powróciła do Warszawy pod koniec 1945. Natychmiast zgłosiła się do organizowanego Zakładu Botaniki, którym kierował prof. Tadeusz Gorczyński. W 1946 poślubiła teatrologa Andrzeja Hausbrandta (przed 1966 para rozwiodła się). W 1956 obroniła pracę doktorską pt. „Badania porównawcze nad strukturą drewna niektórych gatunków sosny”, a w 1964 uzyskała stopień doktora habilitowanego i otrzymała stanowisko docenta. W 1970 po reorganizacji struktury uczelni została powołana na stanowisko zastępcy dyrektora Instytutu Biologii Roślin Wydziału Rolniczego. 
Od 1968 do 1971 była przewodniczącą Oddziału warszawskiego Polskiego Towarzystwa Botanicznego.
Spoczywa na cmentarzu ewangelicko-augsburskim w Warszawie (aleja 32, grób 12).

## Dorobek naukowy
Ludmiła Hausbrandt była autorką prac naukowych, podręczników akademickich i skryptów m.in.:
- Rośliny użytkowe red. nauk. (wspólnie z Tadeuszem Gorczyńskim, 1961),
- Botanika stosowana (wspólnie z Tadeuszem Gorczyńskim, 1954),
- Podstawy anatomii drewna (wspólnie z Tadeuszem Gorczyńskim, 1966),
- Repetytorium z biologii dla kandydatów na studia zaoczne akademii rolniczych (wspólnie z Jadwigą Mazurową);
- Biologia dla techników i liceów ogólnokształcących dla pracujących (wspólnie z Wacławem Kotem i Marią Wiechetek);
- Świat roślin Część I. Budowa i czynności życiowe roślin (pod redakcją Józefa Prończuka)
  - Organizm roślinny;
  - Chemizm i budowa komórki;
  - Kształtowanie się organizmu;
  - Funkcjonowanie organizmu roślinnego;
  - Przystosowanie organizmu roślinnego do warunków środowiska;
- tłumaczenie książki Tylera Whittle Łowcy roślin.